# Mendelssohn-Werkverzeichnis

Le Mendelssohn-Werkverzeichnis (MWV) (Index des œuvres de Mendelssohn) est le premier catalogue moderne des œuvres de Felix Mendelssohn. Il a été publié en 2009 sous les auspices de l'Académie des sciences de Saxe  (Sächsischen Akademie der Wissenschaften) ou (SAW)  de Leipzig et sous la direction du musicologue allemand Ralf Wehner. Il est édité par la firme Breitkopf & Härtel et fait partie de l'« Leipzig Edition of the Works of Felix Mendelssohn Bartholdy ».
Mendelssohn a lui-même donné des numéros d'opus allant seulement jusqu'à 72 pour ses œuvres publiées. Des numéros supplémentaires allant jusqu'à 121 ont été ajoutés de manière posthume. Cependant, aucune de ses  œuvres de jeunesse, dont ses 13 symphonies pour corde ou ses opéras, n'ont reçu de numéros d'opus. Le MWV classe les œuvres connues en 26 groupes et attribue un numéro MWV distinct à chacune des œuvres. À l'intérieur de chaque groupe, les œuvres sont classées par ordre chronologique.

## Classification des groupes d'œuvres

### Musique vocale
- (A) - Musique vocale sacrée pour grands ensembles (26 numéros)
- (B) - Musique vocale sacrée pour petits ensembles (60 numéros)
- (C) - Musique vocale sacrée pour voix soliste et accompagnement (4 numéros)
- (D) - Musique vocale profane pour grands ensembles (6 numéros)
- (E) - Musique vocale profane pour petits ensembles (2 numéros)
- (F) - Œuvres pour chœur mixte et solistes (32 numéros)
- (G) - Œuvres pour chœur d'hommes et solistes (38 numéros)
- (H) - Œuvres pour une voix et orchestre (8 numéros)
- (I) - Œuvres pour une voix et ensemble instrumental (1 numéro)
- (J) - Œuvres pour deux voix et piano (12 numéros)
- (K) - Œuvres pour une voix et piano (121 numéros)

### Musique pour la scène
- (L) - Singspiele et opéras  (7 numéros)
- (M) - Musique de scène et autres œuvres pour le théâtre (16 numéros)

### Musique instrumentale
Musique symphonique
- (N) - Symphonies (19 numéros)
- (O) - Concertos et œuvres concertantes (14 numéros)
- (P) - Ouvertures et autres œuvres orchestrales (19 numéros)

Musique de chambre
- (Q) - Œuvres de  musique de chambre avec clavier (34 numéros)
- (R) - Œuvres de  musique de chambre sans clavier (37 numéros)

Musique pour clavier
- (S) - Œuvres pour deux claviers (2 numéros)
- (T) - Œuvres pour clavier à quatre mains (4 numéros)
- (U) - Œuvres pour clavier à deux mains (199 numéros)
- (V) - Œuvres pour orgue (deux instrumentistes) (1 numéro)
- (W) - Œuvres pour orgue (un seul instrumentiste) (61 numéros)

### Divers
- (X) Canons vocaux (17 numéros)
- (Y) Canons instrumentaux (21 numéros)
- (Z) Varia (8 numéros)

### Suppléments
- Appendice A - Œuvres d'attribution douteuse
- Appendice B - Œuvres d'autres compositeurs

## Compléments
- Liste des manuscrits
- Liste des partitions imprimées
- Concordance entre les numéros d'opus et les numéros MWV